# George Sturt
George Sturt, né le 18 juin 1863 à Farnham (Surrey) et mort le 4 février 1927, est un écrivain anglais qui a aussi comme nom de plume George Bourne, et dont l'œuvre décrit souvent la vie à la campagne.

## Biographie
George Sturt est élevé à Farnham, où il est né dans la famille de Francis (1822-1884) et Ellen née Smith (1829-1890).
Il suit les cours de la Farnham Grammar School où il est élève instructeur à l'âge de 15 ans pendant une courte période, nourrissant même un temps le désir d'être sous-inspecteur des écoles locales. Lorsque son père meurt en 1884, il gère l'entreprise familiale de charron fondée en 1706 et aide différents artisans. Plus tard, il prend un associé et vend l'entreprise en 1920.
Il est aussi l'auteur de nombreux livres et articles sous le nom de plume de George Bourne, dont son premier roman A Year's Exile (1898), qui décrit la vie rurale dans le Surrey. Nombreux sont les ouvrages et publications de Sturt qui traitent de la vie des gens à la campagne, comme The Bettesworth Book (1901), Change in the Village (1912), Lucy Bettesworth (1913), A Farmer's Life, with a Memoir of the Farmer's Sister (1922), et The Wheelwright's Shop (1923), considéré comme son livre le meilleur. Sturt est également l'auteur d'un ouvrage sur l'esthétique intitulé The Ascending Effort (1910).
George Sturt est enterré au cimetière de Green Lane de Farnham (Surrey).

## Analyse
C'est en 1923, à la fin de sa vie, qu'il publie son livre considéré comme le meilleur de son œuvre, The Wheelwright's Shop. Sturt le décrit comme « une autobiographie couvrant les années 1884-1891 » mais l'intérêt de ce livre pour les lecteurs d'antan et d'aujourd'hui réside aussi dans la description de la technologie de l'artisanat des charrons à la fin de l'époque victorienne. C'est après avoir repris l'entreprise éponyme de son père que Sturt a appris les techniques de ce qui fait l'essentiel du livre.

## Œuvres
- The Extinction Of The Keens, non publié
- A Year's Exile (1898),
- The Bettesworth Book: Talks with a Surrey Peasant (1901)
- Memoirs of a Surrey Labourer: A Record of the Last Years of Frederick Bettesworth (1907)
- The Ascending Effort (1910)
- Change in the Village (1912)
- Lucy Bettesworth (1913)
- William Smith, Potter and Farmer: 1790-1858 (1919)
- A Farmer's Life, with a Memoir of the Farmer's Sister (1922)
- The Wheelwright's Shop (1923)
- A Small Boy in the Sixties (1927)